# Geosynchronous Satellite Launch Vehicle

Geosynchronous Satellite Launch Vehicle (GSLV)

Geosynchronous Satellite Launch Vehicle (GSLV) foi desenvolvido pela Agência de Pesquisa Espacial Indiana (ISRO), com o objetivo de lançar os satélites INSAT à  órbita geoestacionária, dando a Índia a capacidade para acessar a área, sem depender de foguetes de outros países. O GSLV é uma evolução do PSLV.
Este é um foguete de três estágios com foguetes aceleradores: Os foguetes propulsores usam prepelentes sólidos, o primeiro e segundo usam propelentes líquidos (N2O4 e UDMH) e na fase final utiliza propulsores criogênicos (LOX e LH2). A primeira e segunda fases são as mesmas que no PSLV. O estágio criogênico do GSLV é proporcionado pela Rússia.
Os dois primeiros lançamentos do GSLV foram lançamentos de prova. O primeiro, um êxito parcial, ocorreu em 18 de abril de 2001, com  satélite GSat-1. A segunda, totalmente bem sucedida, teve lugar no dia 8 de maio de 2003 com o lançamento do satélite experimental de comunicações GSat-2. O primeiro lançamento operacional (GSLV-F01), ocorreu em 20 de setembro de 2004 com o satélite EDUSAT.

## Especificações
- Carga máxima: 5000 kg a LEO (200 km) e 2500 kg a uma órbita de transferência geoestacionária.
- Apogeu: 40.000 km.
- Empuxo de decolagem: 6810 kN.
- Diametro do corpo principal: 2,80 m.
- Longitude total: 49 m.
- Massa total: 402.000 kg.
- Número de etapas: 3